# SourceForts
SourceForts est un mod multijoueurs en capture du drapeau pour le jeu vidéo Half-Life 2. Dans ce mod, les rebels et les combines, sous couvert des dénominations red et blue, construisent leur fort avec des plaques et des cubes de métal, pendant une phase de construction qui précède la phase de combat. Durant la phase de combat, les deux équipes doivent s'approprier le drapeau de l'équipe adverse. Le drapeau se trouve généralement au centre du fort ennemi. Le mod est sorti en 2005.

## Système de jeu
Les joueurs ont la possibilité de faire apparaître un certain nombre de plaques et de cubes de métal qu'ils utilisent pour construire une fortification autour de leur base afin de protéger leur drapeau. Il y a deux phases différentes : la phase de construction (Build phase) pendant laquelle les joueurs construisent la base et la phase de combat (Combat phase) pendant laquelle les joueurs tentent de s'approprier le drapeau ennemi tout en protégeant leur drapeau des incursions ennemies

### Phase de construction
Les deux équipes sont séparées par un mur opaque, ou non, ce qui permet de ne pas voir comment l'équipe adverse s'organise. Chaque équipe n'a donc accès qu'à sa propre partie de la carte, dans laquelle elle peut construire ses fortifications. Une console est disponible pour permettre aux joueurs de faire apparaître plaques et cubes de métal. En fonction de la configuration du serveur ou de la carte, le nombre de plaques disponibles est plus ou moins restreint. Les joueurs utilisent leur gravity-gun pour manipuler les plaques et les fixent en utilisant la touche Recharger (généralement R). Les plaques fixées peuvent être libérés de la même manière.

### Phase de combat
La phase de combat fait suite à la phase de construction. durant cette phrase, les deux équipent font front dans des duels de type capture du drapeau : chaque équipe doit protéger son drapeau tout en essayant d'aller chercher le drapeau adverse. Pour qu'une équipe puisse capturer le drapeau ennemi, il faut qu'elle soit en possession de son propre drapeau. Un point est marqué à chaque fois qu'un drapeau est volé, et 100 points sont marqués lors d'une capture.

#### Le drapeau
Le drapeau est symbolisé par une roller-mine aux couleurs de l'équipe. Il n'est pas possible de la saisir avec le gravity-gun mais elle réagit à la physique et de ce fait peut rouler. Une technique assez intéressante est la technique dite du drop-flag qui consiste en une petite ouverture, dans la palissade, surmontée d'un plan-incliné permettant à un joueur de faire rouler le drapeau à l'intérieur de la base. L'intérêt est que la base ne possède pas d'entrée (les joueurs étant trop grands pour passer dans le drop-flag), ce qui limite les incursions ennemies. Une fois le drapeau à l'intérieur de la base, il est récupéré par un autre joueur qui se charge de le capturer.

#### Les classes
Pendant cette phase les joueurs choisissent entre plusieurs classes de personnages :
- Scout : il est rapide et armé d'un MP7. Du fait de sa rapidité, il est préféré pour aller charger le drapeau ennemi
- Ingénieur : il est le seul à être capable de construire pendant la phase de combat. Ses fonctions sont principalement défendre la base (consolider et réparer les palissades) et attaquer la base ennemie en démontant les plaques, et ainsi permettre à ses coéquipiers d'y pénétrer. L'attaque sert aussi à subtiliser des plaques à l'ennemi pour consolider son propre fort. L'ingénieur est armé du traditionnel shotgun. À noter qu'il possèdent aussi quelques grenades, particulièrement efficace car pouvant êtres manipulées avec le gravity-gun, ce que les autres classes ne peuvent faire.
- Soldat : armé d'un AR2, il a pour fonction d'assurer la protection des ingénieurs et repousser les attaques ennemies
- Rocketteur : armé d'un lance-roquettes, il est lent, mais fait pas mal de dégâts. Contrairement à Half-Life 2, le lance-roquettes ne possède pas de guidée laser
- Sniper : arbalète à la main, son rôle est de nettoyer le camp adverse des ennemis gênants et inaccessibles pour les autres classes.

Les différentes classes possèdent toutes un pistolet d'appoint USP Match (le même que dans Half-Life 2, une arme de mêlée (pied-de-biche ou matraque électrique) ainsi que quelques grenades à fragmentation.